# 서지희
서지희(1998년 4월 4일 ~ )는 대한민국의 배우이다.

## 학력
- 서울공연예술고등학교 연기예술학과

## 연기 활동

### 드라마
- 2004년 SBS 드라마 스페셜 《형수님은 열아홉》 ... 어린 최수지 역 (김민희 아역)
- 2004년 SBS 미니시리즈 《러브스토리 인 하버드》 ... 천다운 역
- 2005년 SBS 주말특별기획 《그린 로즈》 ... 어린 오수아 역 (이다해 아역)
- 2005년 MBC 가정의달특집극 《봄날의 미소》 ... 김아영 역
- 2005년 MBC 미니시리즈 《내 이름은 김삼순》 ... 현미주 역
- 2005년 MBC 청춘시트콤 《논스톱 5》 194회 ... 놀이터 꼬마 역
- 2005년 KBS 아침드라마 《걱정하지마》
- 2006년 MBC 미니시리즈 《어느 멋진 날》 ... 어린 서하늘 역 (성유리 아역)
- 2006년 SBS 주말특별기획 《푸른 물고기》 ... 어린 정은수 역 (고소영 아역)
- 2007년 SBS 금요드라마 《날아오르다》 ... 강수나 역
- 2007년 SBS 주말특별기획 《조강지처 클럽》 ... 영이 역
- 2009년 KBS1 일일연속극 《다함께 차차차》 ... 강나정 역
- 2010년 SBS 일일연속극 《세 자매》 ... 최보람 역
- 2011년 MBC 주말특별기획 《욕망의 불꽃》 ... 어린 윤정숙 역 (김희정 아역)
- 2011년 SBS 미니시리즈 《무사 백동수》 ... 어린 장미소 역 (지유 아역)
- 2012년 MBC 미니시리즈 《해를 품은 달》 ... 어린 설 역 (윤승아 아역)
- 2012년 MBC 기획특집극 《못난이 송편》 ... 어린 한소정 역 (장지은 아역)
- 2012년 KBS1 일일연속극 《힘내요 미스터 김》 ... 김희래 역
- 2014년 tvN 월화드라마 《로맨스가 필요해 3》 ... 어린 신주연 역 (김소연 아역)
- 2015년 MBC 수목드라마 《앵그리맘》 ... 황민주 역
- 2015년 KBS 수목드라마 《장사의 신 - 객주 2015》 ... 어린 천소례 역 (박은혜 아역)
- 2015년 SBS 주말특별기획 《애인 있어요》 ... 백지 / 장수영 역
- 2017년 네이버TV 웹드라마 《사당보다 먼 의정부보다 가까운 시즌2》 ... 송하나 역
- 2017년 tvN 단막극 《tvN 드라마 스테이지 - 직립 보행의 역사》

### 영화
- 2005년 《친절한 금자씨》 ... 은주 역
- 2006년 《1번가의 기적》 ... 어린 명란 역 (하지원 아역)
- 2014년 《기술자들》 ... 어린 오은하 역 (조윤희 아역)
- 2020년 《불량한 가족》 ... 나미 역

## 방송&예능
- SBS 《서바이벌 창과방패》
- 대교방송 《잉글리쉬 앤미》
- SBS 《이재룡 정은아의 좋은 아침》
- 투니버스 《막이래쇼: 무작정탐험대 시즌3》
- MBC 《최강연승퀴즈쇼 Q》

## 뮤직비디오
- 2005년 버즈 - 겁쟁이

## 광고
- 풀무원 풀무원 기업 PR CF
- 풀무원 유기농콩 단단한 두부 CF
- 애버랜드 CF
- 청정원 키즈마요네즈 CF
- 애경스파크 CF
- 삼성생명 삼성생명 FC CF
- 국민은행 CF
- 대우일렉트로닉스 CF
- 롯데제과 자일리톨+2 CF
- 페브리즈 CF
- LG기업PR '가치있는 생각' 편 CF
- 천사토이즈 매직키드마수리인형 CF
- 토이트론 허스키와 스파니 CF
- 한국전력공사 CF
- 음식물쓰레기캠페인 CF
- 레카렌드 CF
- 웰빙굴만두 CF
- 카렌다 CF
- 연세두유 CF
- 부광약품 코리투살F CF
- MetLife Korea 메트라이프 생명 CF
- SK기업 CF
- '대한민국의 내일은 봄입니다' 공익광고협의회 캠페인 CF
- 수향 굴야채만두 CF
- 농심 웰치포도주스 CF
- 농심 짜파게티 CF
- 현대카드 CF
- 한국토지공사 CF
- 대신증권 CF
- 크라운제과 CF
- 롯데월드 파라오의 분노 CF
- 영동포도 CF
- 노마츄청 CF
- 매일우유(ESL) CF
- 롯데월드 시즌2 CF

등 이외

## 수상 및 후보
| 연도 | 시상식       | 부문              | 작품             | 결과 |
| ---- | ------------ | ----------------- | ---------------- | ---- |
| 2012 | KBS 연기대상 | 여자 청소년연기상 | 힘내요 미스터 김 | 후보 |